# Путчинский сельсовет
Путчинский сельсовет (бел. Путчынскі сельсавет) — административная единица на территории Дзержинского района Минской области Белоруссии. Административный центр  — агрогородок Путчино.
Ранее был Нарейковским сельсоветом с административным центром в деревне Нарейки.

## Состав
Путчинский сельсовет включает 33 населённых пункта:
- Вертники — деревня.
- Волма — агрогородок.
- Воловники — деревня.
- Гарутишки — деревня.
- Глушинцы — деревня.
- Голышово — деревня.
- Гринкевичи — деревня.
- Денисовщина — деревня.
- Заречное — деревня.
- Каменка — деревня.
- Ковальцы — деревня.
- Ковшово — деревня.
- Липки — деревня.
- Ласицковщина — деревня.
- Мироны — деревня.
- Наквасы — деревня.
- Нарейки — деревня.
- Наследники — деревня.
- Перетятки — деревня.
- Поедынково — деревня.
- Путчино — деревня.
- Путчино — агрогородок.
- Садовщина — деревня.
- Саковичи — деревня.
- Скирмантово — агрогородок.
- Скоробогатовщина — деревня.
- Татарщина — посёлок.
- Тюхаи — деревня.
- Феликсово — посёлок.
- Шитолевщина — хутор.
- Шишки — деревня.
- Юрковичи — деревня.
- Юхновичи — деревня.
- Якуты — деревня.

Упразднённые населённые пункты:
- Липни — деревня.